# الشبكة الأوروبية لمناهضة العنصرية
الشبكة الأوروبية لمناهضة العنصرية (بالإنجليزية: European Network Against Racism)‏ المعروفة اختصاراً بـ ENAR هي شبكة من المنظمات غير الحكومية المناهضة للعنصرية على مستوى الاتحاد الأوروبي. تهدف الشبكة إلى إنهاء العنصرية الهيكلية والتمييز وتدعو إلى المساواة والتضامن للجميع في أوروبا. وهي تربط المنظمات غير الحكومية المحلية والوطنية المناهضة للعنصرية في جميع أنحاء أوروبا وتعمل كواجهة بين المنظمات الأعضاء فيها والمؤسسات الأوروبية. هي تعبر عن مخاوف الأقليات العرقية والدينية في المناقشات السياسية على المستويين الأوروبي والوطني.
يتم تمويل الشبكة من قبل الاتحاد الأوروبي ومؤسسات المجتمع المنفتح وصندوق جوزيف راونتري الخيري وصندوق سيجريد راوزينج.

## الدول الأعضاء
يتكون التحالف من المنظمات غير الحكومية في البلدان التالية:
- إسبانيا
- إستونيا
- ألمانيا
- آيسلندا
- إيطاليا
- بلجيكا
- بلغاريا
- بولندا
- جمهورية التشيك
- الدنمارك
- رومانيا
- سلوفاكيا
- سلوفينيا
- السويد
- فرنسا
- فنلندا
- قبرص
- كرواتيا
- لاتفيا
- لوكسمبورغ
- ليتوانيا
- مالطا
- المجر
- المملكة المتحدة
- النمسا
- هولندا
- اليونان

## روابط خارجية
- الموقع الرسمي